# Jonas Austronius
Jonas Austronius, född 1657 i Söderköping, död 15 mars 1696 i Kvillinge socken, var en svensk präst.

## Biografi
Jonas Austronius föddes 1657 i Söderköping och var son till tunnbindaren Pehr. Han började att studera i Linköping och blev 26 september 1677 student vid Uppsala universitet. Austronius reste sedan utomlands och blev magister (troligen i Wittenberg). Han prästvigdes 1693 i Storkyrkan i Stockholm och blev 29 mars 1693 kyrkoherde i Kvillinge församling. Han avled 15 mars 1696 i Kvillinge socken.

### Familj
Austronius gifte sig 22 december 1692 med Anna Lysing (1674–1726). Hon var dotter till kyrkoherden Andreas Lysing och Ingrid Hillman i Kvillinge socken. Anna Lysing hade tidigare varit gift med kyrkoherden Samuel Langelius i Kvillinge socken. Austronius och Lysing fick tillsammans dottern Emerentia. Efter Austronius död gifte Anna Lysing om sig med kyrkoherden Jonas Rydelius i Veta socken.